# 2016년 하계 올림픽 승마
2016년 하계 올림픽 승마, 즉 2016년 리우데자네이루 하계 올림픽 승마 종목은 8월 6일부터 19일까지 데오도로 국립승마센터에서 열렸다. 개인전과 단체전 모두 3개 부문에서 메달이 수여되었다.

## 참여 국가
- 아르헨티나 (4)
- 오스트레일리아 (12)
- 오스트리아 (1)
- 벨기에 (5)
- 브라질 (8)
- 캐나다 (10)
- 칠레 (1)
- 중화인민공화국 (1)
- 콜롬비아 (2)
- 덴마크 (4)
- 도미니카 공화국 (1)
- 에콰도르 (1)
- 이집트 (1)
- 핀란드 (1)
- 프랑스 (12)
- 독일 (12)
- 영국 (12)
- 아일랜드 (6)
- 이탈리아 (5)
- 일본 (10)
- 멕시코 (1)
- 모로코 (1)
- 네덜란드 (12)
- 뉴질랜드 (5)
- 팔레스타인 (1)
- 페루 (1)
- 폴란드 (1)
- 포르투갈 (1)
- 푸에르토리코 (1)
- 카타르 (4)
- 러시아 (5)
- 남아프리카 공화국 (1)
- 대한민국 (1)
- 스페인 (9)
- 스웨덴 (12)
- 스위스 (7)
- 중화 타이베이 (1)
- 튀르키예 (1)
- 우크라이나 (5)
- 미국 (12)
- 우루과이 (1)
- 베네수엘라 (2)
- 짐바브웨 (1)